# Petit-Rosière
Petit-Rosière is een dorp in de Belgische provincie Waals-Brabant. Samen met Geest-Gérompont vormt het Geest-Gérompont-Petit-Rosière, een deelgemeente van Ramillies. Petit-Rosière ligt ten zuidwesten van Geest-Gérompont, langs de Grote Gete. Ten zuiden van Petit-Rosière ligt het dorp Grand-Rosière.

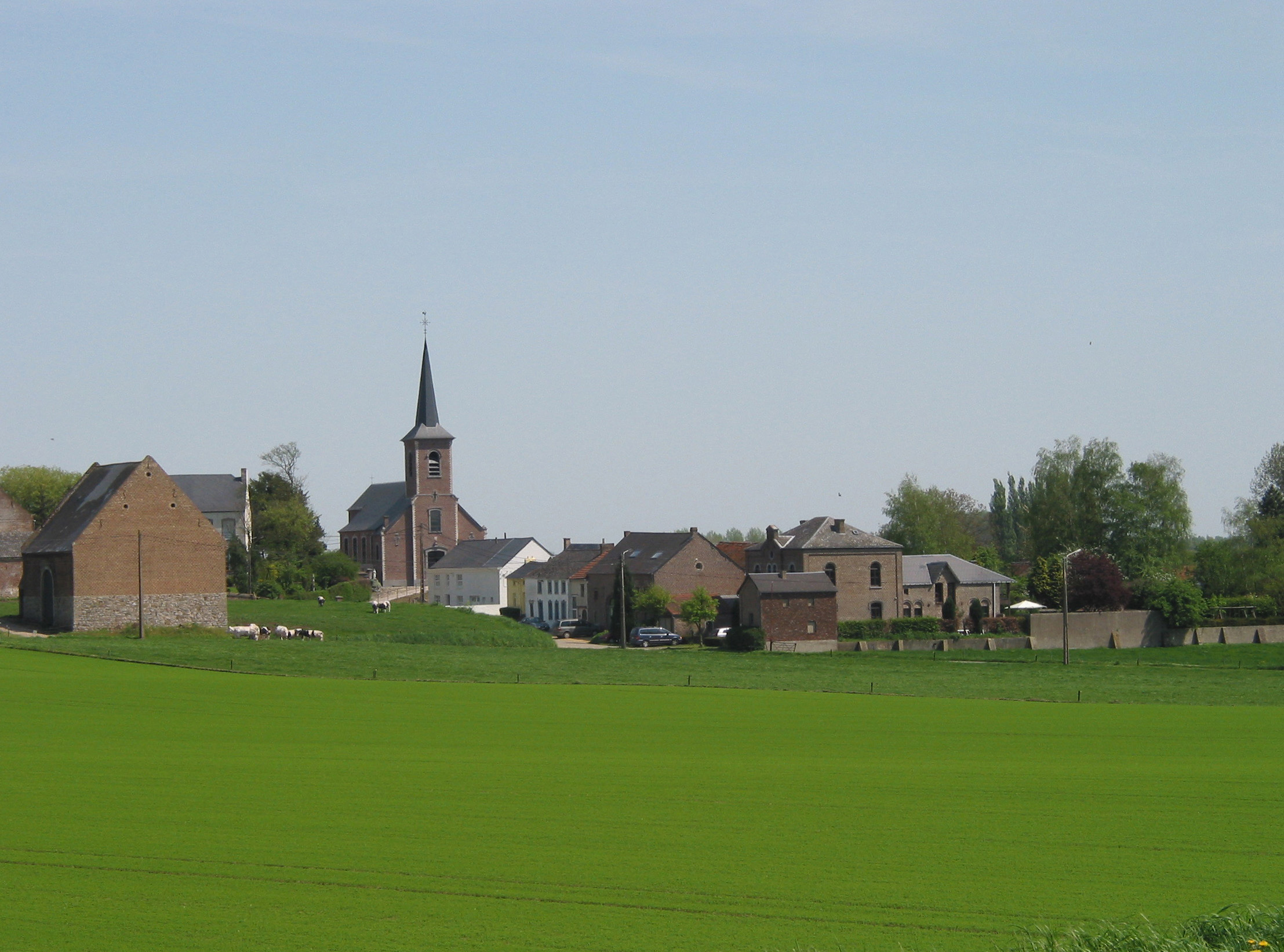
Zicht op Petit-Rosière

## Geschiedenis
Op de Ferrariskaart uit de jaren 1770 staat het dorp weergeven als Petit Rosiere, waarlangs de steenweg van Leuven naar Namen loopt.
Op het eind van het ancien régime werd Petit-Rosière een gemeente, maar deze werd in 1822 opgeheven en samengevoegd met de gemeente Geest-Gérompont tot Geest-Gérompont-Petit-Rosière.
In de jaren 1860 werd langs Petit-Rosière de spoorlijn Landen-Fleurus geopend. In de jaren 1960 werd de spoorlijn gesloten voor reizigersverkeer.

## Bezienswaardigheden
- De Sint-Symphorianuskerk (Église Saint-Symphorien) van 1760 met een toren en voorgevel van 1869.
- De Sint-Symphorianusbron is een 19e-eeuws bouwwerkje.
- De pastorie, in 1982 als monument beschermd.
- De Watermolen van Petit-Rosière (Moulin de Petit-Rosière) is een turbinemolen op de Grote Gete.

## Natuur en landschap
Petit-Rosière ligt aan de Grote Gete. De hoogte aan de kerk bedraagt 132 meter.

## Verkeer en vervoer
Door Petit-Rosière loopt de N91 tussen Leuven en Namen.
De plaats had ook een station Petit-Rosière aan spoorlijn 147.

## Nabijgelegen kernen
Geest-Gérompont, Perwijs, Grand-Rosière, Offus
Deelgemeenten: Autre-Église · Bomal · Geest-Gérompont-Petit-Rosière · Grand-Rosière-Hottomont · Huppaye · Mont-Saint-André · Ramillies-Offus

Overige dorpen en gehuchten: Geest-Gérompont · Gérompont · Grand-Rosière · Hédenge · Hottomont · Molembais-Saint-Pierre · Offus · Petit-Rosière

Belgische gemeenten · Arrondissement Nijvel · Waals-Brabant · Wallonië